# Kira Geiss
Kira Geiss (ur. 2002 w Wilhelmsdorf) – niemiecka działaczka chrześcijańska i młodzieżowa, Miss Niemiec w 2023. 

## Życiorys
Mieszka w Magdeburgu. W wieku 16 lat nawróciła się na chrześcijaństwo. W 2018 uzyskała dyplom projektantki marketingu wizualnego. W 2021 w Magdeburgu założyła wspólnotę młodzieżową Eastside. Podjęła studia w zakresie edukacji religijnej i społecznej na prywatnej Missionsschule Unterweissach w Weissach im Tal. W 2023 zdobyła tytuł Miss Niemiec, a następnie zaangażowała się w propagowanie porozumienia międzypokoleniowego oraz odpowiedzialnego korzystania z mediów społecznościowych przez młodzież, m.in. jako GENfluencer dla Miss Germany Studios. Działała też w ramach Stowarzyszenia Gnadauer. Wspierała projekty „Weihnachten im Schuhkarton“ i „Alabastar Jar“.